# Edmond Aman-Jean

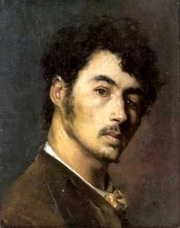
Autoritratto

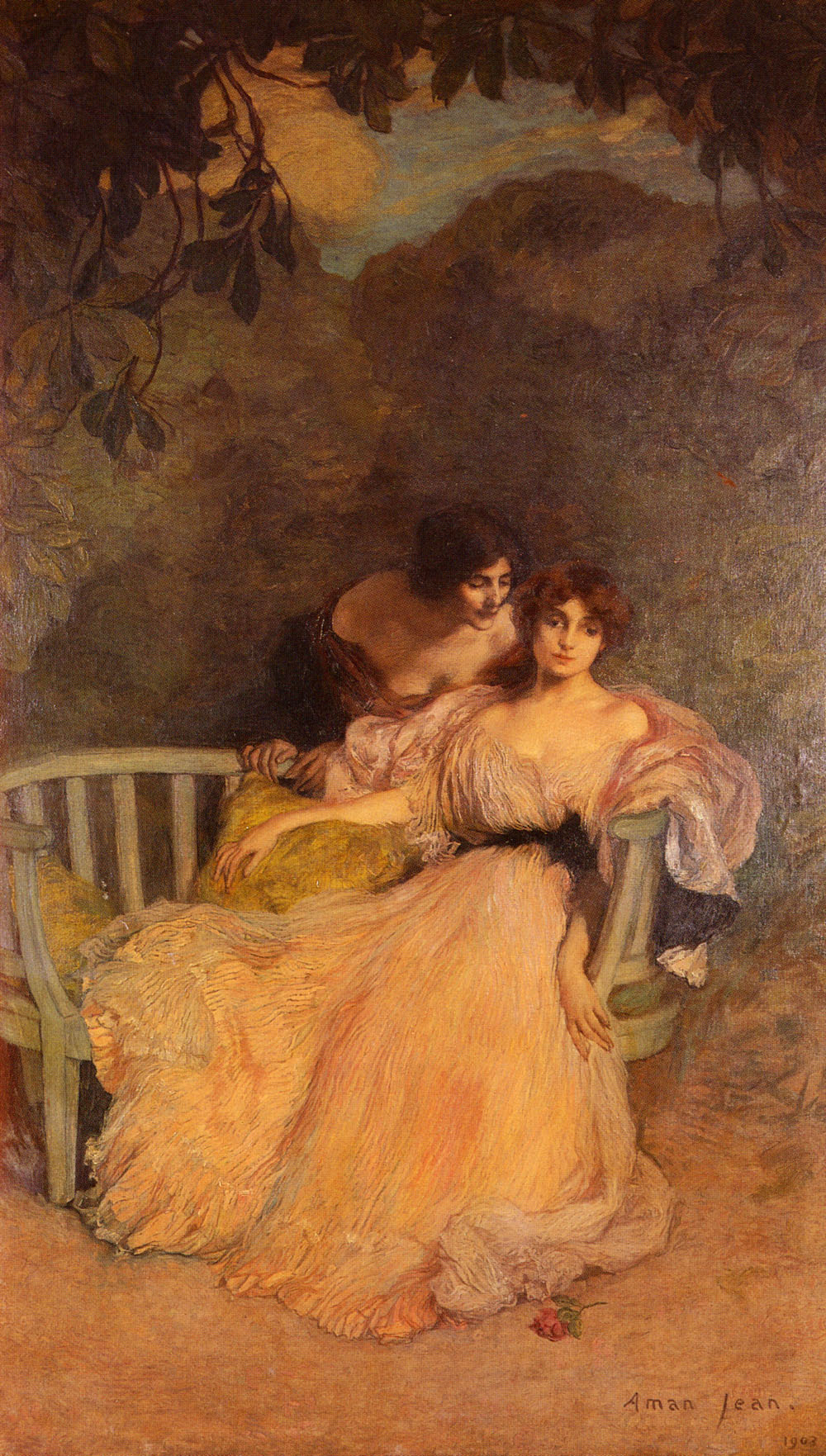
Confidenza

Edmond-François Aman-Jean (Chevry-Cossigny, 13 gennaio 1858 – Parigi, 25 gennaio 1936) è stato un pittore, incisore e critico d'arte francese.

## Biografia
Studiò alla Scuola di Belle Arti di Henri Lehmann, un allievo di Ingres, insieme con Georges Seurat, con il quale condivise poi l'atelier. Fu amico anche di Alphonse Osbert e di Alexandre Séon. 
Nel 1886 insieme con Henri Martin e Ernest Laurent andò in Italia per studiarvi la pittura medievale, assecondando il proprio gusto per gli antichi. Ammiratore di Puvis de Chavannes, si ritrova il suo influsso nella Sainte Geneviève, ora al Museo di Brest.
Avvicinatosi ai simbolisti, dipinge il Verlaine all'ospedale Broussais a testimonianza della loro amicizia: Verlaine gli dedica un sonetto e soggiornerà spesso presso l'artista. Fu tra i primi a rispondere positivamente a Joséphin Péladan, al quale scrisse nel 1892: «Siete il solo in Francia a poter parlare di estetica e di arte», ed espose ai due primi Salons dell'estetica rosacrociana. Sposò Thadée Jacquet, figlia di un prefetto del Secondo  Impero e pittrice anch'ella.
Nel 1894 fu insegnante di Birger Sandzén.
Dopo aver condiviso con Seurat e Séon le teorie cromatiche e divisioniste, praticò presto un sintetismo utilizzando colori sordi e tenui, con un forte interesse per la decorazione. la sua ispirazione si concentra su figure di donne sognanti, languide e raffinate, colte in pose che vogliono esprimere il piacere della confidenza e dell'amicizia esclusiva. Nel 1896 Gustave Geffroy rilevava come le figure di Aman-Jean fossero ravvivate da un dettaglio, un fiore nel corsetto o nei capelli, gli occhi un poco umidi, incavati come pietre preziose nel viso..

## Opere
- Bagnanti, o/tl, 92 x 73 cm, Musée des Beaux-Arts, Rouen
- Ritratto di scultore, Musée du Petit-Palais, Parigi
- Miss Ella Carmichael, Musée du Petit Palais, Parigi